# آلبرتو کولو
آلبرتو کولو (ایتالیایی: Alberto Collo؛ ۶ مه ۱۸۸۳ – ۷ مه ۱۹۵۵) یک هنرپیشه اهل ایتالیا بود.
از فیلم‌ها یا برنامه‌های تلویزیونی که وی در آن نقش داشته‌است می‌توان به ویلیام تل، بت شکسته، و مادام کاملیا اشاره کرد.